# Henri Ponard
Henri Ponard est un homme politique français né le 8 août 1861 à Saint-Claude (Jura) et décédé le 12 mars 1928 à Paris.

## Un ouvrier tourneur
Le 8 août 1861, naît à Saint-Claude Henri Ponard, fils d'un paysan-ouvrier tourneur sur bois et sur corne. Il est élevé par la suite dans la maison familiale de Noire Combe, dans un milieu social républicain (son père et ses oncles sont républicains).
Il reçoit une éducation simple en fréquentant l'école du village puis l'école primaire de Longchaumois jusqu'à ses 13 ans, âge auquel il quitte l'enseignement pour travailler avec son père, comme ouvrier tourneur également.
Il effectue son service militaire de 1883 à 1886, d'abord à Gray puis à Constantine (Algérie) où il est envoyé en 1884 selon son souhait. De cette expérience naquit son antimilitarisme.
À son retour, il se marie avec Céline Juhan et s'installe à Saint-Claude comme tourneur.

## Un homme engagé
Durant son adolescence de jeune républicain, Henri Ponard fonde, avec la Ligue de l'Enseignement, plusieurs bibliothèques populaires dans les communes proches de Noire Combe : à Cinquétral,  Lamoura, Lajoux, La Rixouse, L'Abbaye et Longchaumois.
À l'âge de 19 ans, il entre dans la loge maçonnique de Saint-Claude Le Réveil de la montagne. En parallèle, il s'immisce dans les cercles et groupes san-claudiens, tels le Cercle ouvrier (dont est issue La Fraternelle), le Cercle du Travail, la Fédération démocratique de Saint-Claude et la Fédération socialiste du Jura.
Au départ républicain, il devient socialiste vers les années 1890. Il écrit même dans plusieurs journaux pour diffuser les idées socialistes : dans le Montagnard, dans le Petit Bourguignon et dans l'Echo de la Montagne.
Sa rencontre avec Jean Jaurès en 1899 puis le lancement de L'Humanité en 1904, lui permettent d'écrire des tribunes dans ce dernier, afin de valoriser le mouvement coopératif et le travail des ouvriers.
Il écrit également des articles dans le Jura Socialiste, le journal de la Fédération socialiste du Jura, pour défendre l'idée de coopératives à but social.

## Un coopérateur passionné

### Ses débuts à La Fraternelle et le vote des nouveaux statuts
La coopérative La Fraternelle est une émanation du Cercle ouvrier (regroupement de petits patrons et ouvriers qui veulent améliorer leur vie quotidienne, par des réunions et conférences).
À noter que le père de Henri Ponard ainsi que ses oncles font partie du Cercle ouvrier et sont des fondateurs de La Fraternelle.
Il en devient membre à son tour à 25 ans, puis est élu au conseil d'administration deux ans plus tard. Son action va devenir concrète puisqu'il obtient la réduction du pourcentage des dividendes versés aux actionnaires ; et il exige un minimum d'achat de ceux-ci. En 1894, il fait acheter l'immeuble situé rue de la Poyat pour installer la coopérative qui manquait de place rue du Pré.
En 1895, il devient secrétaire de la coopérative, puis quelques mois après, il est élu président. En janvier 1896, il rédige un rapport pour proposer l'aliénation du fonds de réserve. Après de fortes dissensions internes et le départ de plus de 90 sociétaires sur 200, la révision des statuts de La Fraternelle est effective le 8 novembre 1896. Henri Ponard quitte la présidence une semaine après et devient le comptable de La Fraternelle.
Ponard est rapporteur délégué pour le Conseil d'administration de La Fraternelle de Saint-Claude.
La mise en place de ces statuts communistes ou communalistes est la première action emblématique dans la coopérative que Ponard arrive à mettre en place avec les autres coopérateurs. Elle s'accompagne par la suite de la mise en place de nombreuses œuvres de bienfaisance :  la Pharmacie mutualiste dont il a été le secrétaire de 1907 à 1924, vice président de la caisse chirurgicale, les groupes d'agrément).
Henri Ponard participe à la rédaction des statuts de coopératives qui souhaitent suivre l'exemple de La Fraternelle (Le Diamant en 1897, la Pipe en 1906).

### La rencontre avec Jaurès et le projet de Maison du Peuple
Dès 1897, Ponard souhaite construire un nouveau bâtiment pour regrouper tous les services de la coopérative. Car à l'origine, La Fraternelle devait être non seulement une coopérative d'alimentation mais aussi posséder un service de production de pipes.
En 1899, Ponard est aussi le Secrétaire de la Fédération socialiste du Jura, il écrit plusieurs lettres à Jean Jaurès pour l'inviter à Saint-Claude dans des conférences. Ce dernier accepte de venir à Saint-Claude et à Oyonnax pour soutenir les candidats socialistes aux élections en 1899.
La Maison du Peuple est inaugurée le 17 septembre 1910, elle a été financée entièrement par les bénéfices des coopératives.

### L'homme politique
Son engagement, pour lui et pour les autres, concrétisé dans la coopération, se diffuse également grâce à son action politique.
En 1892, Henri Ponard fait partie des personnes qui fondent le premier groupe socialiste, affilié au parti dit Allemaniste en réaction à Vuillod, l'opposant radical de Ponard durant toute sa vie politique.
La Fédération socialiste du Jura voit le jour à la fin de l'année 1892 avec le concours de Marpaux, le secrétaire de la Fédération socialiste de Côte d'Or.
Il commence à 35 ans à faire de la politique au niveau local. Il se présente aux élections municipales de 1896 et il est élu. Dans le conseil municipal, il ne possède pas de rôle très important, étant minoritaire.
Son action prend toute son ampleur lorsqu'il est élu maire de Saint-Claude en 1919. La ville est alors dans une situation préoccupante sur le plan financier et de nombreuses réparations sont à mener par manque d'entretien régulier
En 1919, en parallèle de son mandat de maire, il est élu conseiller général du Jura.
En 1924, il est présenté comme le candidat du Cartel des Gauches lors des élections législatives et élu. Mais apparemment, être député n'était pas chose aisée pour lui, car étant un homme concret, il préférait retrouver le Haut-Jura, là où il se sentait utile plutôt qu'être à la Chambre des députés, où la parole est plus présente que les réalisations.
Il n'aura pas le temps d'achever tous les projets commencés, sa mort survient le 12 mars 1928.
Des milliers de personnes sont présentes pour lui rendre un dernier hommage dans la cité pipière le 15 mars, comme les photos de l'époque le montrent. 

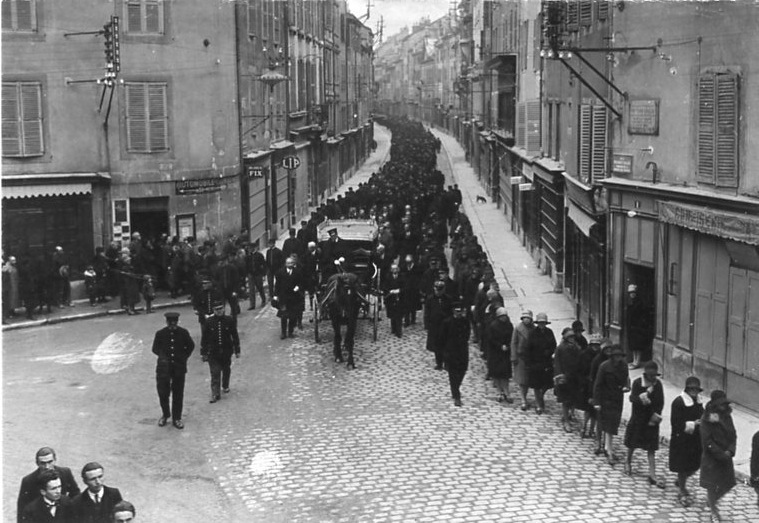
Char funèbre d'Henri Ponard à l'entrée de la rue du Pré à Saint-Claude, avec la foule à sa suite.

## Sources
- « Henri Ponard », dans le Dictionnaire des parlementaires français (1889-1940), sous la direction de Jean Jolly, PUF, 1960 [détail de l’édition]
- « Henri Ponard », dans la Revue des études coopératives n°28 juillet-Septembre 1928, article de Jean Gaumont, PUF, 1928 [5]
- Notice « Henri Ponard », par Justinien Raymond, Le Maitron en ligne.